# إليزابيث كيرنر
إليزابيث كيرنر (بالإنجليزية: Elizabeth Kerner)‏ (1958، فلوريدا في الولايات المتحدة)؛ كاتِبة وروائية أمريكية. درست في جامعة سانت أندروز.